# Eurytoma flaviventris
Eurytoma flaviventris är en stekelart som beskrevs av Zerova 1977. Eurytoma flaviventris ingår i släktet Eurytoma och familjen kragglanssteklar.
Artens utbredningsområde är:
- Bulgarien.
- Kazakstan.
- Mongoliet.

Inga underarter finns listade i Catalogue of Life.